# W. S. Bristowe
William Syer Bristowe, meist W. S. Bristowe zitiert, (* 11. September 1901; † 8. Januar 1979) war ein britischer Arachnologe.
Bristowe besuchte das Wellington College und studierte an der Universität Cambridge. 1921 war er auf einer Expedition der Universität Cambridge nach Jan Mayen (unter James Mann Wordie) und 1923 nach Brasilien. Ab 1925 war er in der Chemiefirma Brunner Mond, die 1926 mit ICI fusionierten. 1936 wurde er dort Leiter der Fernost-Filiale und Direktor von dortigen Subfirmen. 1948 bis 1962 war er Leiter der zentralen Personalabteilung (Central Staff Department).
Bekannt ist er als Experte für Spinnen, die er weltweit sammelte (auch in der Arktis).
Er befasste sich auch mit der Geschichte von Anna Leonowens, als er in Thailand über ihren Sohn Louis Leonowens recherchierte, fand große Teile ihres Berichts als Gouvernante am Hof von Siam (dramatisiert im Musical The King and I) fiktiv und veröffentlichte darüber ein Buch.

## Schriften
- Comity of Spiders, 2 Bände, Ray Society 1939, 1941
- World of Spiders, Harper Collins 1958, 1976
- A book of Islands, London: Bell 1969
- Louis and the King of Siam, Chatto & Windus, 1976